# Senčar
Senčar je priimek več znanih Slovencev:
- Alojz Senčar (1932–2008), odvetnik
- Anka Senčar (1946–2018), manekenka in fotomodel
- Dušan Senčar (1888–1973), pravnik, sodnik, Sokol na Prevaljah
- Dušan Senčar (1925–2003), odvetnik, smučarski organizator in funkcionar
- Emil Senčar, veterinar (Ptuj)
- Helena Senčar Šimonka (1934–1970), etnologinja in umetnostna zgodovinarka
- Igor Senčar (*1965), ekonomist, diplomat, publicist
- Lado Senčar (1909–1998), smučarski tekač
- Marjana Senčar Srdič (*1976), ekonomistka in tehnološka entuziastka/poznavalka novih tehnologij
- Marjeta Senčar Bohinjec (*1949), lektorica nemščine (Majda =?)
- Matej Senčar (1873–1942), pravnik, narodnoobrambni delavec, politik (Ptuj)
- Miljan Senčar (1930–2015), zdravnik ortoped
- Miran Senčar (*1963), elektrotehnik, podjetnik, župan Ptuja
- Mojca Senčar (1940–2019), zdravnica anesteziologinja, predsednica EuropaDonna
- Nina Senčar, ?
- Peter Senčar (*1937), kemijski tehnolog in ekonomist
- Sabina Senčar (*1970), zdravnica ginekologinja, literarna analitičarka, proticepilska aktivistka, kandidatka za predsednico države
- Tatiana Bajuk Senčar (*1969), etnologinja, socialna antropologinja